# Deutscher Rat für Landespflege
Der Deutsche Rat für Landespflege e.V. (DRL) ist ein Verein mit Sitz in Bonn, die am 5. Juli 1962 ebendort gegründet wurde. Die Gründung wurde seinerzeit vom Bundespräsidenten Heinrich Lübke initiiert. Der Rat hat seinen Sitz bis heute in Bonn. Jeder deutsche Bundespräsident war in der Folge Schirmherr des DRL.
Er hat als Zweck die Ziele der Grünen Charta von der Mainau und äußert sich mit Gutachten und Schriften zu Projekten des Natur- und Umweltschutzes in Deutschland und zu grundsätzlichen Fragen des Umweltschutzes. Die Mitglieder des Rates werden berufen; die Zahl der Mitglieder ist auf 20 begrenzt. Die Mitarbeit im DRL ist ehrenamtlich. Sprecher des Rates ist Werner Konold.

## Schriftenreihe
Von 1964 bis 2020 gab der DRL die Schriftenreihe des Deutschen Rates für Landespflege heraus. Es erschienen 85 Bände.